# Rhayne Vermette
Rhayne Vermette (* 1982 in Notre Dame de Lourdes) ist eine kanadische Künstlerin und Filmemacherin.

## Leben
Rhayne Vermette wurde 1982 in Notre Dame de Lourdes in der Provinz Manitoba geboren. Vermettes Arbeiten sind eine Mischung aus Collage, Animation, Found Footage und aufgenommenen Bildern.
Im September 2014 stellte sie beim WNDX Film Festival ihren experimentellen Dokumentarfilm Rob What vor. Ihr Film Ste. Anne soll im Juni 2021 im Rahmen der Internationalen Filmfestspiele Berlin seine Premiere feiern.

## Filmografie
- 2011: Seymore Goes North (Kurzfilm)
- 2012: Tudor Village: A One Shot Deal (Kurzfilm)
- 2014: Rob What (Kurzfilm)
- 2016: U.F.O. (Kurzfilm)
- 2021: Ste. Anne

## Auszeichnungen
Toronto International Film Festival
- 2021: Auszeichnung mit dem Amplify Voices Award for Best Canadian Feature Film (Ste. Anne)[6]